# Sonic Foundry
Sonic Foundry (NASDAQ: SOFO) ist ein ehemaliger Hersteller verschiedener Mediensoftware-Suiten. Ende 2003 erwarb Sony deren Desktop-Produktlinie als neue Tochtergesellschaft, Sony Creative Software, stellte rund 60 % der Mitarbeiter ein, zahlte 18 Millionen US-Dollar in bar und übernahm bestimmte Verbindlichkeiten und Verpflichtungen.
Die von Sony erworbene Produktlinie wurde inzwischen von der Magix Software GmbH übernommen.
Die aktuelle Produktlinie von Sonic Foundry besteht aus der Webcasting- und Präsentationssoftware Mediasite.

## Frühere Programme
- Sound Forge (Audio Editor)
- ACID (Loop und Sample Player)
- Vegas Video (Videobearbeitungsprogramm)
- VideoFactory , consumer version von Vegas Video
- Viscosity (image and animation editing)